# Чериковер, Илья Михайлович
Илья Михайлович Чериковер (он же Элиаху, Элиас, Черикоуэр; 1881—1943) — историк иудаизма и еврейского народа.

## Биография

### Ранние годы
Родился и вырос в городе Полтава (Украина). Отец Чериковера был пионером движения «Ховевей Сион».
Учился в гимназии в Одессе, затем поступил в университет в Санкт-Петербурге.
Участие в русском революционном движении привело к аресту на меньшевистском совещании во время революции 1905 года. Провёл год в тюрьме:260.
Опубликовал свою первую статью в 1905 году на страницах русскоязычного сионистского журнала «Еврейская жизнь»:41.
В течение следующих десяти лет писал преимущественно на русском языке. После 1915 года большая часть его работ была создана на идиш.
Чериковер способствовал появлению на русском языке биографий и ряда других статей Еврейской энциклопедии. Принимал активное участие в Обществе содействия культуре среди евреев Российской империи, образовательном и общественном объединении, основанном в 1863 году. Редактировал журнал общества и создал его историю, изданную в 1913 году («История общества для распространения просвещения среди евреев в Российской империи»).

### Во время Первой мировой войны и Октябрьской революции
Во время Первой мировой войны Чериковер жил в США. Прибыл в Нью-Йорк летом 1915 года. В это время общался с социалистическим сионистским лидером и лингвистом идиша Бером Бороховым, который был его другом детства. Под влиянием Борохова начал писать на идиш для социалистических и националистически ориентированных журналов:261.
Вернулся в Российскую империю после начала революции 1917 года.
В конце 1918 года переехал в Киев, в новое независимое государство — УНР. Во времена Украинской Народной Республики этнические меньшинства, включая евреев, получили определённый уровень культурной и политической автономии. Чериковер принимал активное участие в деятельности Folks-Verlag (Народная пресса), одному из нескольких издательств на идиш, действовавших в то время в Киеве.
Весной 1919 года волна антиеврейского насилия распространилась на Украину и Черикоуэр обратил своё внимание на сбор документации о событиях в еврейских общинах, возглавив «Редакционную коллегию сбора и исследования материалов, касающихся погромов на Украине». Среди его соработников были Нохем Штиф, Якоб Лещинский, Яков Зеев Вольф Лацки Бертольди и Нохем Гергель.

### Жизнь в Европе
Когда в 1921 году большевики заняли Украину, Черикоуэр вместе с другими активистами идиша Киева уехали из города. Взяв с собой архив, он поехал в Берлин.
В августе 1925 года на конференции, прошедшей в Берлине, Черикоуэр вместе с Максом Вайнрайхом и Нохемом Штифом стал сооснователем еврейского научно-исследовательского института YIVO, посвящённого восточноевропейской истории и культуре евреев Черикоуэр став руководителем Исторической секции нового института (одного из четырёх исследовательских подразделений), которая провела своё установочное заседание 31 октября 1925 года в квартире Дубнова в Берлине.
В 1926—1927 годах Черикоуэр сыграл ключевую роль в подготовке защиты Шолома Шварцбурда, которого судили в Париже за убийство украинского лидера Симона Петлюры и который якобы мстил за роль Петлюры в погромах совершённых украинскими формированиями в 1919 году, во время Гражданской войны в России:179.
Также Чериковер стал известным благодаря исследованиям Протоколов сионских мудрецов в контексте Бернского процесса 1934—1935 годов. Он возглавлял группу историков, включающую Владимира Бурцева и Сергея Сватикова, которые собирали доказательства и давали свидетельства обвинения касаемо подделки Протоколов.
Черикоуэр продолжал возглавлять Историческую секцию YIVO до 1939 года.

### Во время Второй мировой войны
С 1939 года Чериковер жил в Франции. Стал соредактором журнала Oyfn sheydveg (На перепутье).
Когда в июне 1940 года немецкие войска вторглись в Францию, Черикоуэр с семьёй убежал из парижской квартиры и они отправились на юг страны. Им удалось получить визы с помощью американского отделения YIVO, и эмигрировать в США в сентябре 1940 года, поселившись в Нью-Йорке.
После прибытия в Нью-Йорк работал секретарём по вопросам исследований в новой штаб-квартире YIVO.
Умер в Нью-Йорке в 1943 году.

## Личная жизнь
Жена — Ребекка (Рива) Черикоуэр (урождённая Теплицкая; 1884—1963), поженились около 1910 года.

## Труды

### На английском языке
- Jewish Martyrology and Jewish Historiography (англ.) // Yivo Annual of Jewish Social Science. — 1946. — Vol. 1. — P. 9—23.

### На идиш
- Антисемитизм и погромы на Украине в 1917—1918 годах. Берлин: Yidisher literarisher farlag, 1923
- Украинские погромы 1919 года. Нью-Йорк: YIVO, 1965